# 포스트휴먼
포스트휴먼(Posthuman 또는 Post-human)은 SF (장르), 미래학, 현대 미술, 철학 등의 분야에서 유래한 개념으로, 인간이 아닌 상태에 존재하는 개인이나 실체를 의미한다. 이 개념은 윤리와 정의, 언어와 종간 의사소통, 사회 시스템, 학제간 지적 열망을 포함한 다양한 질문을 다루는 것을 목표로 한다.
포스트휴머니즘은 트랜스휴머니즘(인간의 생명공학적 향상) 및 물질성의 초월을 바라는 포스트휴먼의 좁은 정의와 구별한다. 포스트휴먼이라는 개념은 포스트휴머니즘과 트랜스휴머니즘 모두에서 등장하지만, 각 전통에서 특별한 의미를 갖는다.

## 같이 보기
- 바이오펑크
- 카르다쇼프 척도
- 나노펑크
- 포스트휴머니즘
- 사이버펑크 파생물
- 기술적 특이점
- 트랜스휴머니즘